# Gli anni difficili
Gli anni difficili è un romanzo della scrittrice spagnola Almudena Grandes del 2002, pubblicato in Italia nel 2003 da Guanda (traduzione di Ilide Carmignani). Il titolo originale, Los aires difíciles, allude all'importanza del vento nella località della costa atlantica andalusa dove è ambientato.

## Trama
Nell'estate del 2000 Sara Gómez si trasferisce a abitare da Madrid a una piccola località della costa atlantica spagnola in provincia di Cadice, dove acquista un appartamento in un esclusivo complesso residenziale molto appartato. Tramite la donna delle pulizie Maribel fa conoscenza dei nuovi vicini di casa, a loro volta giunti da Madrid; Juan Olmedo è un medico dimezza età che vive con il fratello minore handicappato e con la figlia del fratello, morto insieme alla moglie.
Juan nasconde un segreto, la relazione decennale con la cognata Charo, moglie di suo fratello Damián e madre della piccola Tamara. I due si sono conosciuti da ragazzi, e dopo una breve relazione lei lo lasciò perché era “un bravo ragazzo”, mentre lei avrebbe preferito divertirsi. Soltanto dopo il matrimonio si era resa conto di quanto poco il marito fosse interessato a lei, e allora aveva preso l'iniziativa con Juan.
Sara è invece cresciuta fino all'adolescenza lontano dalla famiglia; il padre, ex ufficiale repubblicano durante la guerra civile, era stato graziato da una condanna a morte grazie all'intercessione della moglie del suo datore di lavoro, la signora Sara, che fu anche madrina della bambina e si offrì di allevarla presso di sé mentre i fratelli maggiori restavano con i genitori.
Mentre l'inverno avanza, Juan Olmedo comincia provare desiderio per la domestica Maribel, che dal canto suo gli si concede. I due divengono amanti, mentre Sara viene corteggiata da un ufficiale della marina U.S.A. di stanza in Spagna, un uomo di una certa età ma ancora prestante. La storia d'amore più importante nella vita di Sara è stata con un superiore di lavoro, Vicente, un uomo sposato con il quale ebbe una relazione dal 1975 e fino al 1983. I due si lasciarono solo quando lei rimase incinta e comprese che lui, lanciatosi nel frattempo in politica dopo la caduta della dittatura, non avrebbe mai lasciato la moglie. Dopo la fine della loro relazione, tuttavia, lui aiuterà Sara a ricavare ingenti somme dalle transazioni finanziarie del patrimonio della madrina, che ne ha affidato la gestione alla figlioccia; sapendo che alla morte non erediterà che briciole, malgrado l'affezione dell'anziana per lei, Sara si preoccupa di mettere da parte un capitale che le consente, alla morte della donna, di trasferirsi a vivere sulla costa andalusa.
Soltanto alla nascita della piccola Tamara, Juan scoprirà di esserne i padre: glielo rivela Charo, che ha voluto consciamente essere messa incinta da lui piuttosto che dal marito perché ritiene che gli sia superiore intellettualmente, anche se non riesce a immaginare di vivere insieme a lui.
Improvvisamente, tutto precipita in tragedia: Maribel viene accoltellata dall'ex marito che vorrebbe ottenere da lei soldi per ripagare i molti debiti. Finisce in ospedale, soccorsa da Juan e dai suoi colleghi medici, e viene salvata. Suo figlio Andrés entra in crisi perché è stato lui a rivelare al padre la nuova disponibilità economica di Maribel. Nicanor, un poliziotto amico d'infanzia del defunto Damián, è convinto che la sua morte sia stata causata da Juan, e lo perseguita fino nella nuova abitazione; ma gli eventi in cui sono coinvolti fanno sì che tra Sara, Juan, Maribel e i ragazzi Tamara e Andrés nasca una sorta di nuova grande famiglia allargata, che cerca una propria collocazione nel mondo.

## Critica
A proposito dell'ispirazione per questo romanzo, scrive l'autrice:
Alla fine della vicenda di questi due naufraghi della vita che sono Sara e Juan, la cui vita viene raccontata progressivamente per flashback, lasciando gli eventi salienti alle ultime pagine, il vento di levante più volte citato nella narrazione porta via tutto con sé, lasciandosi dietro la prospettiva di  un hapy end.

## Edizioni
- Almudena Grandes, Gli anni difficili, Guanda, 2011, ISBN 978-8860885357.
- Almudena Grandes, Gli anni difficili, TEA, 2007, ISBN 9788850207930.